# توم كيلي
توم كيلي (بالإنجليزية: Tom Kelly)‏ (و. 1924 – 2008 م) هو لاعب كرة السلة، من الولايات المتحدة الأمريكية، ولد في مدينة نيويورك، توفي في سانتا باربارا، كاليفورنيا، عن عمر يناهز 84 عاماً.

## التعليم
تعلم في جامعة نيويورك.

## روابط خارجية
- توم كيلي على موقع إن بي أي (الإنجليزية)
- توم كيلي على موقع سبورتس رفرنس (الإنجليزية)
- توم كيلي على موقع كلية كرة السلة في سبورتس رفرنس.كوم (الإنجليزية)
- توم كيلي على موقع ريلجم (الإنجليزية)
- توم كيلي على موقع بروبوليرز (الإنجليزية)